# Prisoner of Love (film)
Prisoner of Love is een in de V.S. geproduceerde, in Canada opgenomen speelfilm uit 1999. De film werd geproduceerd door de productietak van Cinepix Film Properties (nu Lionsgate geheten). De hoofdrollen werden vertolkt door Eric Thal, Paul Eves, James Gallanders en het Britse topmodel Naomi Campbell.
De film werd geregisseerd door Steve DiMarco. De productie was in handen van onder anderen Michael Paseornek, Peter Johan Peeters en Lauren McLaughlin. Verantwoordelijk voor verhaal en script was Carl Haber.

## Verhaal
Een kleine crimineel raakt geobsedeerd door Tracy, nadat die toevallig ziet hoe een collega van hem iemand vermoordt. Zijn baas geeft hem de opdracht om haar te liquideren. Hij ontvoert haar vervolgens om haar te redden, maar wordt hierdoor zelf doelwit van criminelen.